# Henri Beaulieu
Henri Beaulieu (1873-1953) fue un actor teatral y cinematográfico, autor y empresario teatral de nacionalidad francesa.

## Biografía
Nacido en Montargis, Francia, Henri Beaulieu fue actor en la época de entreguerras, además de productor teatral. Fue director del Théâtre du Peuple, en París, donde presentó una adaptación de la obra Thérèse Raquin, de Victor Hugo, además de una pieza de Georges Courteline.
Henri Beaulieu falleció en 1953. Había estado casado con la actriz Jeanne Lion.

## Filmografía
- 1927 : Napoleón, de Abel Gance
- 1934 : Vers l'abîme
- 1934 : Primerose, de René Guissart
- 1935 : Le Domino vert
- 1936 : Passé à vendre
- 1936 : Le Collier du grand duc
- 1938 : Le Roman de Werther, de Max Ophüls
- 1938 : Le Petit Chose
- 1939 : L'Héritier des Mondésir, de Albert Valentin
- 1940 : De Mayerling à Sarajevo, de Max Ophüls